# Tlacomulco, Aquixtla
Tlacomulco är en ort i Mexiko.   Den ligger i kommunen Aquixtla och delstaten Puebla, i den sydöstra delen av landet, 130 km öster om huvudstaden Mexico City. Tlacomulco ligger 2 126 meter över havet och antalet invånare är 209.
Terrängen runt Tlacomulco är huvudsakligen kuperad, men norrut är den bergig. Runt Tlacomulco är det ganska tätbefolkat, med 60 invånare per kvadratkilometer. Närmaste större samhälle är Zacatlán, 15,3 km norr om Tlacomulco. I omgivningarna runt Tlacomulco växer i huvudsak blandskog.